# Aaron Altaras
Aaron Altaras (Berlin, 21. studenog 1995.) njemački glumac hrvatsko−židovskog podrijetla.

## Životopis
Aaron Altaras je rođen 21. studenog 1995. u Berlinu. Otac mu je njemački skladatelj Wolfgang Böhmer, a majka Adriana Altaras, poznata glumica, spisateljica i kazališna direktorica. Aaron je hrvatsko−židovskog podrijetla s majčine strane. Majka mu je zajedno s roditeljima pobjegla iz Zagreba 1964. godine, zbog političkog progona njegovog djeda Jakova. Njegova baka, Tea Altaras, bila je arhitektica. Aaron je odrastao uz mlađeg brata Leonarda. Pohađao je privatnu židovsku osnovnu školu "Heinz Galinski" u Berlinu. Njegov glumački talent otkriven je tijekom osnovnoškolskog obrazovanja, te je 2004. ostvario svoj prvi glumački debi u filmu "Mogelpackung Mann". 2006. godine počeo je pohađati privatnu židovsku gimnaziju "Jüdische Oberschule Berlin". Aaron je najveću pozornost ostvario 2006. godine, glavnom ulogom u filmu "Nicht alle waren Mörder". Film je baziran na istinitoj priči njemačkog glumca Michaela Degena, koji je preživio Drugi svjetski rat kao židovski dječak u Berlinu.

## Filmovi
- 2004.: Mogelpackung Mann
- 2005.: Wenn der Vater mit dem Sohne
- 2006.: Nicht alle waren Mörder
- 2006.: Allein unter Bauern
- 2008.: Höllenritt
- 2008.: Tatort: Tod einer Heuschrecke
- 2010.: Tatort: Hitchcock und Frau Wernicke
- 2010.: Die Kinder von Blankenese